# Імамшехр
Імамше́хр (перс. شاهرود) — місто в Ірані, найбільше місто остану Семнан.